# Aedes echinus
Aedes echinus är en tvåvingeart som först beskrevs av Edwards 1920.  Aedes echinus ingår i släktet Aedes och familjen stickmyggor. Inga underarter finns listade i Catalogue of Life.